# Copa do Mundo de Críquete de 2019
A Copa do Mundo de Críquete de 2019 (em inglês: 2019 ICC Cricket World Cup) foi a décima segunda edição deste torneio, cuja realização e administração esteve a cargo do Conselho Internacional de Críquete (em inglês: International Cricket Council - ICC).  A Inglaterra e o País de Gales são os países que receberam este evento.
Os australianos eram os detentores da conquista anterior desta competição, obtida na edição de 2015, além de obterem o recorde de títulos do mesmo, sendo cinco no total.
No presente campeonato, a seleção da Inglaterra derrotou a Nova Zelândia na final e, assim, conquistou o seu primeiro título da Copa do Mundo de Críquete. Esta foi a primeira vez, na história desta competição, que uma decisão foi definida no método Super Fim (em inglês: Super Over).

## Qualificação e regulamento

### Regras gerais
Houve um decréscimo no número de países participantes desta competição que, nas edições de 2011 e 2015, contou com 14 equipes. Para 2019, foi adotado o total de 10 seleções na disputa do evento. A nação anfitriã, Inglaterra, recebeu qualificação automática para a Copa do Mundo de 2019. Além dela, os sete melhores colocados do ICC One Day International rankings, atualizado até 30 de setembro de 2017, garantiram presença direta para esta competição. As duas últimas vagas foram decididas na Qualificação Mundial de 2018 (em inglês: 2018 Cricket World Cup Qualifier).
O Afeganistão venceu a qualificatória mundial, que teve a equipe das Índias Ocidentais como vice-campeã. Desta forma, ambas garantiram as duas últimas vagas à Copa de 2019. O Zimbábue, mesmo sediando este torneio eliminatório, acabou ficando sem o acesso para a competição principal, o que não ocorria desde 1983. A Irlanda, que desde 2007 se fazia presente ao evento e recentemente integrada na ICC como um full member, também ficou sem participar do mesmo. Esta foi a primeira vez que uma nação associada (em inglês: Associate Nation) não participou da Copa do Mundo de Críquete.

### Países participantes
Segue-se, abaixo, a lista dos países que se fazem presentes nesta competição.
| África              | Américas                | Ásia                                                                           | Europa              | Oceania                             |
| ------------------- | ----------------------- | ------------------------------------------------------------------------------ | ------------------- | ----------------------------------- |
| - África do Sul [1] | - Índias Ocidentais [2] | - Afeganistão [2] - Bangladesh [1] - Índia [1] - Paquistão [1] - Sri Lanka [1] | - Inglaterra (sede) | - Austrália [1] - Nova Zelândia [1] |

Convenções: [1] - equipes qualificadas via ICC One Day International rankings; [2] - equipes qualificadas via 2018 Cricket World Cup Qualifier.

### Regulamento
Para esta edição da Copa do Mundo de Críquete foi adotado o sistema de pontos corridos, então usado pela última vez na edição de 1992 deste evento. As equipes participantes disputaram nove partidas, totalizando quarenta e cinco confrontos ao final da primeira fase.
As quatro melhores seleções se qualificaram às semifinais, cujo sistema de partidas foi feito pelo cruzamento olímpico até a decisão da competição, realizada em 14 de julho de 2019.

### Premiação
O Conselho Internacional de Críquete declarou que serão distribuídos, como premiação, o total de US$ 10 milhões nesta competição, sendo este valor o mesmo entregue na edição anterior deste evento. A distribuição foi feita de acordo com o posicionamento final de cada equipe participante, conforme abaixo apresentado:
- Campeão: US$ 4 milhões.
- Vice-campeão: US$ 2 milhões.
- Derrotados nas semi-finais: US$ 800 mil (cada).
- Vitórias em partidas da primeira fase: US$ 40 mil (cada).
- Equipes que não avançarem além da primeira fase: US$ 100 mil (cada).

## Classificação geral

### Classificação - Primeira fase
| Time              | J | V | D | E | SR | PLC    | Pts |
| ----------------- | - | - | - | - | -- | ------ | --- |
| Índia             | 9 | 7 | 1 | 0 | 1  | +0.809 | 15  |
| Austrália         | 9 | 7 | 2 | 0 | 0  | +0.868 | 14  |
| Inglaterra        | 9 | 6 | 3 | 0 | 0  | +1.152 | 12  |
| Nova Zelândia     | 9 | 5 | 3 | 0 | 1  | +0.175 | 11  |
| Paquistão         | 9 | 5 | 3 | 0 | 1  | -0.430 | 11  |
| Sri Lanka         | 9 | 3 | 4 | 0 | 2  | -0.919 | 8   |
| África do Sul     | 9 | 3 | 5 | 0 | 1  | -0.030 | 7   |
| Bangladesh        | 9 | 3 | 5 | 0 | 1  | -0.410 | 7   |
| Índias Ocidentais | 9 | 2 | 6 | 0 | 1  | -0.225 | 5   |
| Afeganistão       | 9 | 0 | 9 | 0 | 0  | -1.322 | 0   |

Atualização: 4 de julho de 2019, via ICC e ESPN Cricinfo.
- Critérios de pontuação: 1) vitória = 2; 2) empate ou SR = 1; 3) derrota = 0.
- Critérios de desempate: 1) pontos; 2) vitórias; 3) taxa de PLC; 4) resultados obtidos em partidas de equipes empatadas; 5) ranking anterior ao início da competição.

### Fase final
|  | Semifinal                                               | Semifinal  |     |  | Final                         | Final |  |
|  |                                                         |            |     |  |                               |       |  |
|  | 9-10 de julho – Old Trafford Cricket Ground, Manchester |            |     |  |                               |       |  |
|  | Índia                                                   | 221        |     |  |                               |       |  |
|  | Nova Zelândia                                           | 239/8      |     |  |                               |       |  |
|  |                                                         |            |     |  |                               |       |  |
|  |                                                         |            |     |  | 14 de julho – Lord's, Londres |       |  |
|  |                                                         |            |     |  | Nova Zelândia                 | 241/8 |  |
|  |                                                         | Inglaterra | 241 |  |                               |       |  |
|  |                                                         |            |     |  |                               |       |  |
|  |                                                         |            |     |  |                               |       |  |
|  |                                                         |            |     |  |                               |       |  |
|  | 11 de julho – Edgbaston, Birmingham                     |            |     |  |                               |       |  |
|  | Austrália                                               | 223        |     |  |                               |       |  |
|  | Inglaterra                                              | 226/2      |     |  |                               |       |  |

#### Semifinais
| 9-10 de julho de 2019 |       |                                                                          |               |           |  |  |
|                       | Índia | 221 (49.2 overs) - 239/8 (50 overs) Nova Zelândia venceu por 18 corridas | Nova Zelândia | Relatório |  |  |

| 11 de julho de 2019 |           |                                                                     |            |           |  |  |
|                     | Austrália | 223 (49 overs) - 226/2 (32.1 overs) Inglaterra venceu por 8 wickets | Inglaterra | Relatório |  |  |

#### Decisão
| 14 de julho de 2019 |               |                                                                                                 |            |           |  |  |
|                     | Nova Zelândia | 241/8 (50 overs) - 241 (50 overs) 15/1-15 (Super Over) Inglaterra venceu na contagem de limites | Inglaterra | Relatório |  |  |

## Estatísticas
Ao final da competição, alguns recordes foram consolidados, estando os mesmos presentes mais abaixo e atualizados em 14 de julho de 2019.
- Mais corridas:  Rohit Sharma = 648;  David Warner = 647;  Shakib Al Hasan = 606;  Kane Williamson = 578;  Joe Root = 556.
- Mais wickets:  Mitchell Starc = 27;  Lockie Ferguson = 21;  Mustafizur Rahman e  Jofra Archer = 20;  Jasprit Bumrah e  Mark Andrew Wood = 18.

### Campeão
| Copa do Mundo de Críquete de 2019 2019 ICC Cricket World Cup |
| ------------------------------------------------------------ |
| Inglaterra (1º título)                                       |